# بوردتلا پرتوسیس
بوردتلا پرتوسیس (Bordetella pertussis) یک باکتری از نوع کوکوباسیل گرم-منفی، هوازی، بیماری‌زا و دارای پوشینه از سردهٔ بوردتلا و عامل ایجاد سیاه‌سرفه است. این باکتری مانند بوردتلا برانشیسپتیکا می‌تواند ساختاری تاژک‌مانند را بیان کند. این در حالی است که در گذشته به‌عنوان یک باکتری غیرمتحرک دسته‌بندی می‌شد. عوامل بیماری‌زایی این باکتری عبارت‌اند از توکسین سیاه‌سرفه، توکسین آدنیلات سیکلاز، هماگلوتینین رشته‌ای، پرتاکتین، مژک و سیتوتوکسین نای.
این باکتری توسط قطرات موجود در هوا پخش می‌شود. دورهٔ عفونت آن به‌طور متوسط ۷ تا ۱۰ روز (محدودهٔ ۶ تا ۲۰ روز) است. انسان تنها مخزن شناخته‌شدهٔ بوردتلا پرتوسیس است. ژنوم کامل این باکتری متشکل از ۴٬۰۸۶٬۱۸۶ جفت‌باز در سال ۲۰۰۳ منتشر شد. در مقایسه با نزدیک‌ترین خویشاوند آن بوردتلا برانشیسپتیکا، اندازهٔ ژنوم بسیار کاهش یافته است. این موضوع عمدتاً به‌دلیل سازگاری با یک گونه میزبان (انسان) و از دست دادن قابلیت بقا در بیرون از بدن میزبان است.

## آرایه‌شناسی
سردهٔ بوردتلا شامل ۹ گونه است: بوردتلا پرتوسیس, بوردتلا پاراپرتوسیس، بوردتلا برانشیسپتیکا , بوردتلا هینزی، بوردتلا ایویوم، بوردتلا هومسی، بوردتلا تریماتوم، بوردتلا انسورپی و بوردتلا پتری.
بوردتلا پرتوسیس، بوردتلا پاراپرتوسیس و بوردتلا برانشیسپتیکا یک گروه فیلوژنتیکی نزدیک به هم را تشکیل می‌دهند. بوردتلا پاراپرتوسیس باعث بیماری مشابه سیاه‌سرفه در انسان می‌شود و بوردتلا برانشیسپتیکا طیفی از میزبانان پستاندار از جمله انسان را مبتلا می‌کند و باعث ایجاد طیفی از اختلالات تنفسی می‌شود.

## انتقال
سیاه‌سرفه یک عفونت بسیار مسری دستگاه تنفسی است، اما برای این‌که بوردتلا پرتوسیس در یک جمعیت باقی بماند، این باکتری به یک زنجیرهٔ انتقال بدون وقفه نیاز دارد، زیرا هیچ میزبان دیگری به‌جز انسان وجود ندارد و باکتری‌ها در محیط زنده نمی‌مانند.

## پیشگیری
واکسن سیاه‌سرفه از نیمهٔ دوم سدهٔ بیستم به‌طور گسترده مورد استفاده قرار گرفت. به کسانی که این واکسن‌ها را تزریق می‌کنند، توصیه می‌شود که دوزهای بعد را نیز دریافت کنند، زیرا این واکسن‌ها تنها برای حدود ۶ سال ایجاد ایمنی می‌کنند. 

## درمان
سیاه‌سرفه با ماکرولیدها، برای مثال اریترومایسین درمان می‌شود. درمان زمانی موثرتر است که در دورهٔ کمون یا دورهٔ کاتارال شروع شود.